# La Conchita, Hidalgo
La Conchita är en ort i Mexiko.   Den ligger i kommunen Singuilucan och delstaten Hidalgo, i den sydöstra delen av landet, 90 km nordost om huvudstaden Mexico City. La Conchita ligger 2 731 meter över havet och antalet invånare är 120.
Terrängen runt La Conchita är kuperad åt sydost, men åt nordväst är den platt. Runt La Conchita är det ganska tätbefolkat, med 166 invånare per kvadratkilometer. Närmaste större samhälle är Ciudad Sahagun, 19,2 km söder om La Conchita. I omgivningarna runt La Conchita växer i huvudsak blandskog.